# Елизабет Кристина фон Брауншвайг-Волфенбютел
Елизабет Кристина фон Брауншвайг-Волфенбютел (на немски: Elisabeth Christine von Braunschweig-Wolfenbüttel; * 28 август 1691, Брауншвайг; † 21 декември 1750, Виена) от род Велфи (Нов Дом Брауншвайг), е принцеса от Брауншвайг-Волфенбютел и чрез женитба ерцхерцогиня на Австрия, германска кралица и (титулар) императрица на Свещената Римска империя (от 1711 до 20 октомври 1740). Тя е майка на Мария Терезия.

## Биография
Елизабет Кристина е първото дете и най-голяма дъщеря на херцог Лудвиг Рудолф фон Брауншвайг-Волфенбютел (1671 – 1735) и съпругата му принцеса Кристина Луиза фон Йотинген-Йотинген (1671 – 1747).
Елизабет Кристина е сгодена на 13 години и се омъжва през 1708 г. в Барцелона за Карл (1685 – 1740) от династия Хабсбурги, който е претендент за крал на Испания във Войната за испанското наследство. След като е коронован през 1711 г. за император на Свещената Римска империя като Карл VI, крал на Бохемия, Унгария и Хърватия испанската корона преминава към другия претендент Филип V.
Нейната по-малка сестра Шарлота Христина (1694 – 1715), се омъжва през 1711 г. за царевич Алексей Петрович († 1718), син на руския цар Петър I Велики.
През 1713 г. Елизабет Кристина и Карл VI напускат Испания. Във Виена тя ражда четири деца.
Елизабет Кристина урежда женитбата на племенницата си Елизабет Кристина за Фридрих II и на племенника си Антон Улрих фон Брауншвайг за руската регентка Анна Леополдовна.
Малко преди Коледа 1750 г. Елизабет Кристина умира на 59 години във Виена и е погребана до съпруга си император Карл VI в Капуцинската гробница.

## Деца
- Леополд Йохан (* 13 април 1716, † 4 ноември 1716), ерцхерцог на Австрия
- Мария Терезия (* 13 май 1717 † 29 ноември 1780), ерцхерцогиня на Австрия, кралица на Унгария и кралица на Бохемия, ∞ Франц I Стефан от Лотарингия
- Мария Анна (* 26 септември 1718, † 16 декември 1744), ерцхерцогиня на Австрия, ∞ Карл Александър Лотарингски
- Мария Амалия (* 5 април 1724, † 19 април 1730), ерцхерцогиня на Австрия

## Галерия
- Елизабет Кристина фон Брауншвайг-Волфенбютел